# تشامب (تراث شعبي)

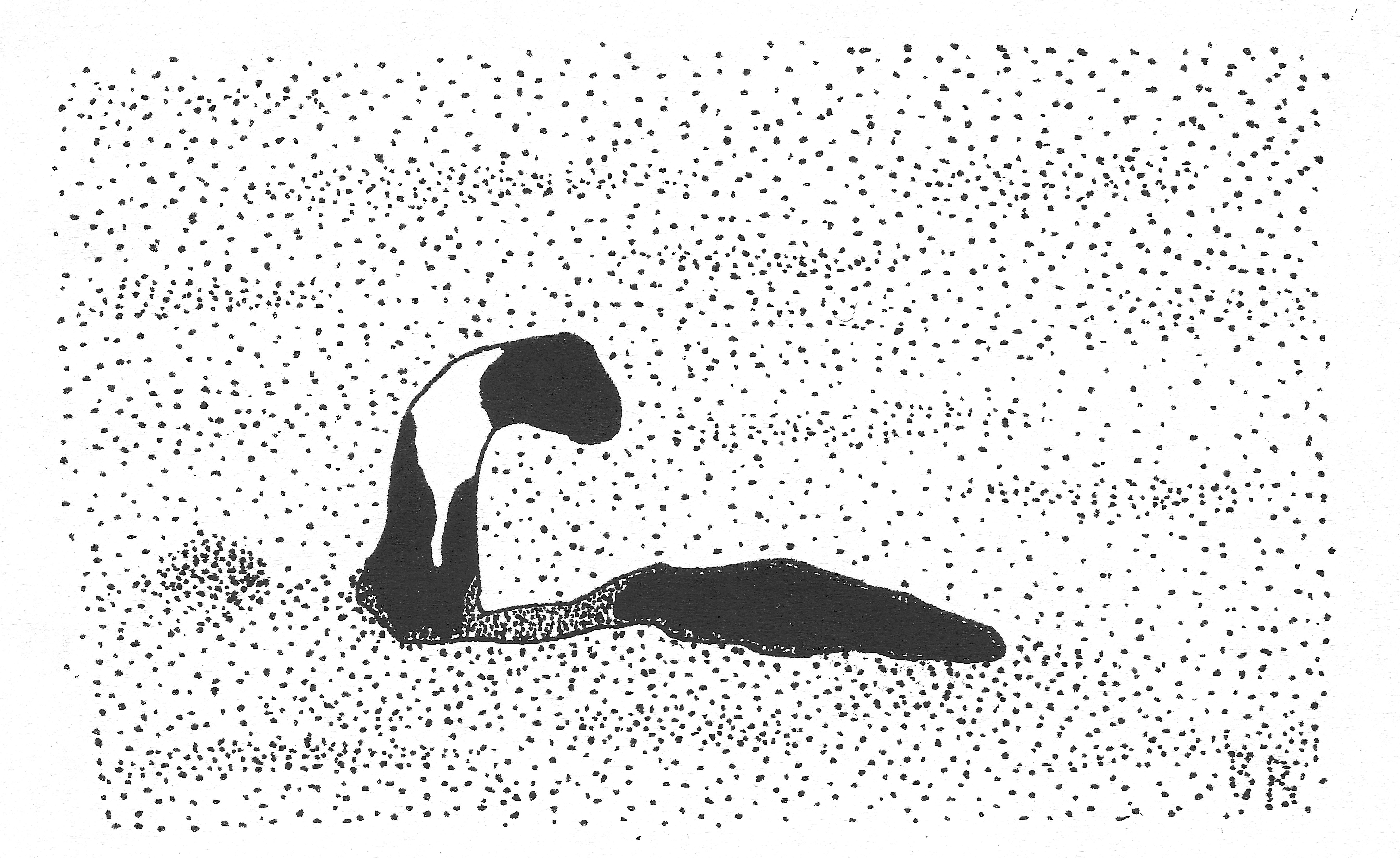
رسم لصورة ساندرا مانسي للمخلوق عام 1977، وبريشة بنجامين رادفورد

تشامب أو تشامبي  هو الاسم الذي أطلق على وحش بحيرة يعتقد أنه يعيش في بحيرة شامبلين، وهي بحيرة مستطيلة الشكل من المياه العذبة يبلغ طولها 125 ميل (201 كم) تقع بين ولايتي نيويورك وفيرمونت، ويمتد جزء منها إلى كيبيك. ما زالت الدراسات العلمية ناقصة عن الموضوع رغم عدد المشاهدات، وبهذا يشكك العلماء بوجوده. تعتبر أسطورة الوحش مصدرا لجذب السياح في مناطق برلينغتون في فيرمونت وبلاتسبورغ في نيويورك.

خريطة مستجمعات المياه في بحيرة شامبلين

## تاريخ الأسطورة
سجلت أكثر من 300 مشاهدة عن تشامب على مر السنين. كما أن أساطير المخلوق الذي يعيش في بحيرة شامبلين موجودة بين القبائل الأمريكية الأصلية في المنطقة. وتحدثت كل من شعوب إيروكواس وأبيناكي عن هذا المخلوق. وأشار إليه شعب أبيناكي باسم تاتوسكوك.
يزعم أن صمويل دو شامبلان، مؤسس كيبيك وسميّ للبحيرة، كان أول أوروبي شاهد المخلوق في عام 1609. إلا أن هذه الأسطورة تعود إلى اقتباس وهمي نشر في عدد صيف 1970 من جريدة فيرمونت لايف. زعمت المقالة أن شامبلين وثق مشاهدته «لثعبان بطول 20 قدما (6 م) وسمكه كالبرميل، ورأسه مثل الحصان». وكثيرا ما يتم تكرار هذه المقولة، ولكنها وهمية في الواقع. في الحقيقة ذكر شامبلين في يومياته أنه شاهد سمكة متوحشة «بطول خمسة أقدام». ووصف السمكة بأنها ذات خطم «ولها صف مزدوج من الأسنان الحادة والخطيرة». إلا أن باحث الخوارق جو نيكل يرى أن هذا الوصف على الأرجح يشير إلى سمك الخرمان.
في عام 1819 ورد تقرير في جريدة بلاتسبرغ ريبوبليكان، بعنوان «ثعبان كيب آن على بحيرة شامبلين»، ويتكلم عن رجل يدعى «كابتن كرام» شاهد وحشا أفعوانيا هائلا. يقدر كرام أن الوحش كان بطول حوالي 187 قدم (57 م) وكان على بعد مائتي ياردة منه. وعلى الرغم من بعد المسافة، فقد زعم أنه شاهد قربه «سمكتي حفش كبيرتين وسمكة منقار»، وأمكنه أن يرى أن لديه ثلاثة أسنان وعيون بلون البصل المقشر. كما وصف وجود «حزام أحمر» حول عنق الوحش ونجمة بيضاء على جبهته.
في عام 1883، زعم المأمور ناثان موني انه شاهد ثعبانا فب المياه على بعد «20 قضيبا» من مكانه على الشاطئ. وزعم أنه كان قريبا بحيث أمكنه رؤية «بقع بيضاء مستديرة داخل فمه» وأن «طول مخلوق يبلغ 25 إلى 30 قدما». تقرير موني تبعه العديد من المشاهدات المزعومة للمخلوق.
جذبت أسطورة التشامب اهتمام رجل الاستعراض الشهير بي تي بارنوم. وعرض مكافآت بين عامي 1873 و 1887 لمن يجلب له الوحش.

## صورة مانسي

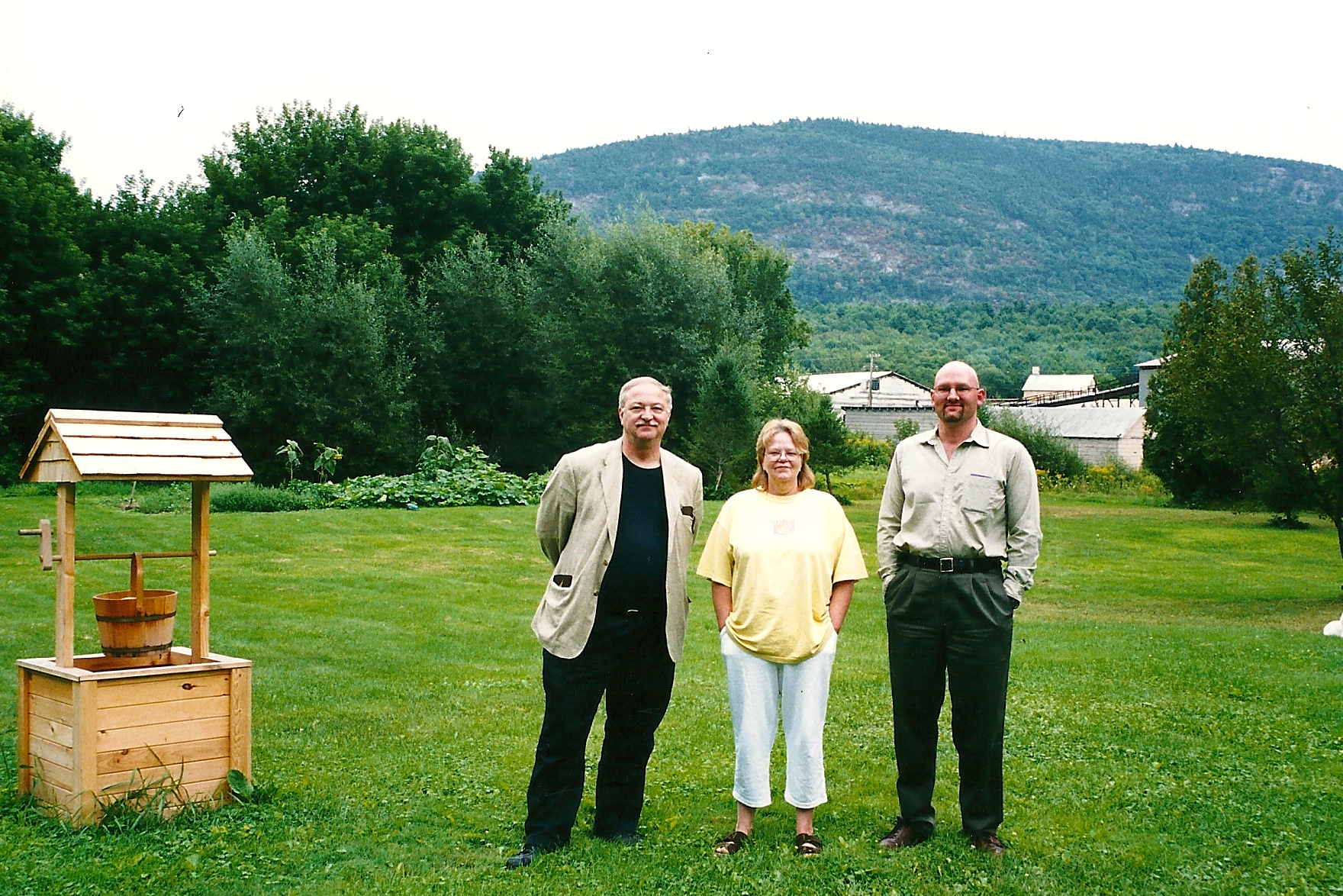
ساندرا مانسي مع المحققين جو نيكل وبنيامين رادفورد

في عام 1977، كانت امرأة تدعى ساندرا مانسي تقضي العطلة مع عائلتها في البحيرة والتقطت صورة يظهر فيها شيء يخرج من الماء. كان عمق ذاك الخليج من البحيرة حيث أخذت الصورة لا يتجاوز 14 قدما (4.3 متر). ويرى الباحث جو نيكل أنه من غير المحتمل أن يمكن لمخلوق عملاق كهذا أن يسبح في هذه المياه الضحلة، ناهيك عن الاختباء فيها. وقد اقترح أن الكائن في صورة قد يكون جذع شجرة أو خشبة طافية.

## التقارير الحديثة
في صيف عام 2005، ظهر شريط فيديو يقال أن تشامب يظهر فيه وتم تصويره من قبل الصيادين ديك أفولتر وابن زوجته بيت بوديت. وبالفحص الدقيق للصور يمكن تفسير المشاهد بأنها شكل رأس ورقبة لحيوان يشبه البلصور ويظهر فمه مفتوح في لقطة ومغلق في أخرى؛ يمكن أن يكون سمكة أو إنقليس. قام محللان شرعيان متقاعدان من الإف بي آي بعرض الشريط وفحصه، وقالا أنه أصلي ولم يتم التلاعب به، إلا أن أحدهم أضاف أنه «لا يوجد مكان هناك يمكن به رؤية الحيوان أو أي كائن آخر على السطح».
هناك أحد الأدلة، وإن لم يكن «مشاهدة» بمعنى الكلمة، بل تسجيل صوتي من داخل البحيرة من قبل معهد بحوث الحيوانات الاتصالات في عام 2003، والذي كان يعمل كجزء من برنامج في قناة ديسكفري. ووصفت مجموعة الأصوات بأنها تشبه تلك التي تصدرها الحيتان البيضاء أو الدلافين، والتي لا تعيش في بحيرة شامبلين.

## تفسيرات محتملة
هناك العديد من الفرضيات المختلفة طبيعة تشامب الحقيقية. في حين يعتقد البعض مشاهدات قد تكون تحديدات خاطئة أو خدع، أو مزيج من الاثنين، فيعتقد البعض الآخر أن تشامب قد يكون في الواقع مخلوقا كبيرا يختبئ في البحيرة.

### تحديدات خاطئة أو خدع
هناك عدة فرضيات بين المتشككين هي:
1. تحديدات خاطئة لحيوانات شائعة: يرى بعض المشككين أن الشهود أخطئوا بمشاهدة حيوانات شائعة تعيش في بحيرة شامبلين، مثل ثعالب الماء، والقنادس والطيور الغواصة، والأسماك الكبيرة (مثل الإنقليس وحفش البحيرة).
2. تحديدات خاطئة لجماد: يعتقد آخرون أن هذه المشاهدات يمكن إرجاعها لأشياء غير حية، مثل الأخشاب أو الأمواج أو النباتات العفنة.
3. الخدع: تقول فرضية متشككة أخرى أن العديد من المشاهدات يمكن تفسيرها بأنها خدع متعمدة، وذلك من أجل المال أو الشهرة.

### حيوانات غريبة أو كبيرة
يذكر المؤمنون بوجود تشامب أمثلة مختلفة عن المخلوقات الكبيرة والغريبة التي يحتمل أن يحدد بها المخلوق. وتشمل:
1. البلصور: على غرار «نيسي» من بحيرة لوخ نس في اسكتلندا، فسر الكثيرون أن تشامب هو بلصور بقي من العصر القديم. كان البلصور من مجموعة الزواحف الساوروبتيريجية التي عاشت خلال الدهر الوسيط، ويعتقد أنه انقرض قبل حوالي 65 مليون سنة مع التيروصورات وغيرها من الديناصورات غير الطائرية. ومع ذلك، هناك مشاكل مع هذه الفرضية. أحد عيوبها هو أن الدراسات الجديدة أظهرت أن تشريح رقبة البلصور يمنعها من رفع رؤوسها وأعناقها خارج الماء مثل البجع، وهو ما يظهر غالبا في الشهادات والصور، بما في ذلك صورة ساندرا مانسي الشهيرة. ومع ذلك، فإن مؤيدي هذه الفرضية مثل عالم الحيوانات الخفية البريطاني الدكتور كارل شوكر، يدافعون عن الفرضية بقولهم باحتمالية أن البلصور الباقي إلى عصرنا الحالي قد طور القدرة على تحمل درجات الحرارة الباردة، فضلا عن تطور هيكل عنقه.[17]
2. باسيلوسورس: أبرز داعمي هذه الفرضية هو عالم الحيوانات الخفية روي ماكال، الذي يرى أنه يمكن تفسير معظم مشاهدات وحوش البحيرات في العالم إلى عينات باقية من الزيوغلودون أو الباسيلوصور، وهي حيتان أفعوانية كبيرة وقديمة عاشت خلال عصر الإيوسين. ويتناسب شكل أجسامها مع معظم أوصاف تشامب، خصوصا التي تبدو وكأنها ثعابين بحر عملاقة وفي سجلات الصدى التي تتوافق مع تصنيف الحيتان والثدييات البحرية الأخرى.
3. الإنقليس العملاق: وهذا أيضا أحد التفسيرات ذات الشعبية بالنسبة لتقارير وحوش البحيرة. حيث يتناسب الإنقليس العملاق مع أوصاف شهود العيان. واقترح ماكال فرضية إنقليس سميك البنية في كتابه «وحوش لوخ نيس» عام 1976، وذلك لتسجيل مشاهدات نيسي. وهناك فرضية بأن تشامب قد يكون فصيلة غير معروفة من الإنقليس العملاق.
4. زعنفيات الأقدام: يرى العديد من الباحثين، مثل برنارد هوفلمانز ودارين نايش، أن هناك أنواع غير معروفة من زعنفيات الأقدام البحرية العملاقة وطويلة العنق قد تكون مسؤولة عن مشاهدات وحوش البحر في محيطات العالم. قام بعض الباحثين أيضا بتوسيع هذه الفرضية لتشمل أيضا مشاهدات وحوش البحيرات، بما فيهم تشامب. هناك مشكلة في هذه الفرضية هي أن هذه الحيوانات تميل لكونها صاخبة واجتماعية، ما يجعل من الصعب أن تبقى خفية في البحيرة لفترة طويلة دون أن يلاحظ وجودها أحد. يقول أنصار الفرضية أن زعنفيات الأقدام المفترضة هنا ربما تتصرف بشكل مختلف تماما عن الأنواع المعروفة.
5. تانيستروفيوس: اقترح هذه الفرضية الباحث دينيس هول، الذي زعم أنه قد رأى تشامب عشرين مرة. ووفقا لشهادة هول، أن والده صاد زاحفا غريب الشكل على شاطئ بحيرة شامبلين في عام 1976. ثم أخذه إلى العلماء الذين قالوا أنه لم يشبه أنه أي نوع معروف من الزواحف الحية. ولكن فقدت هذه العينة لاحقا. شاهد هول صورة تانيستروفيوس، وقال إلى أنه أقرب تشبيه لصورة تشامب. هذه الفرضية بها عدة مشاكل أيضا. وذلك أن تانيستروفيوس كان نوعا خاصا جدا من الزواحف المائية من العصر الترياسي. ما يجعل من المستبعد جدا أن يبقى إلى يومنا هذا ولا يزال يعيش في بحيرة شامبلين.

## الأهمية الثقافية في نيويورك وفيرمونت
أصبحت أسطورة التشامب مصدرا لجذب السياح والدخل. على سبيل المثال، أقامت قرية بورت هنري، نيويورك نصبا عملاقا لتشامب وتقيم «يوم تشامب» في السبت الأول من كل شهر أغسطس. وهو تميمة لأحد فرق دوري البيسبول الأصغر هو فيرمونت ليك مونسترز، وذلك بعد إعادة تسمية الفريق من فيرمونت إكسبوز. كما أنه مصدر جذب رئيسي لفرع جامعة نيويورك وبنسلفانيا منذ بدايتها. كما تستخدم المؤسسات المجاورة، مثل محلات غسيل السيارات، صور تشامب كشعار.

## وصلات خارجية
- Lake Champlain Region page about Champ, the Lake Champlain Monster نسخة محفوظة 29 أكتوبر 2016 على موقع واي باك مشين.